# Лютое (Орловская область)
Лютое — село в Ливенском районе Орловской области России.
Входит в состав Лютовского сельского поселения.

## География
Село расположено по обеим берегам реки Ливенка, севернее деревни Пешково и на западе граничит с деревней Чувакино. Село окружает лесной массив.

### Улицы
- ул. Зелёная
- ул. Подгорная
- ул. Садовая
- ул. Центральная
- пер. Полевой

## Население
| 2002 | 2010 |
| ---- | ---- |
| 152  | ↗162 |

## Достопримечательности
В южной части села находится руинированное здание церкви Казанской иконы Божией Матери, построенной в 1836 году.